# YGK・YR40
YR40とは東海大学とYGKが産学連携で開発したレース用V8エンジン。

## 概要
東海大学 総合科学研究所の林義正教授が、日産自動車在籍中に開発したグループCカー用エンジンのVRH35で得た経験を糧に、4L ターボの「YR40T」と4.5L NAの「YR45」の2つのバリエーションがある。両エンジンともにル・マン24時間レースのレギュレーションにあるリストリクターを考慮した設計となっているほか、細く短いクランク、オイルポンプのサイズダウンなど徹底的なフリクションの低減により高出力と低燃費を両立している。
2005年にジャガー・XJR-15をベースとした先行開発実験車両「StudyCar」に搭載され実走テストされた後、クラージュ・LC70をベースにした東海大学のルマンカー「TOP03」に搭載され、2008年のル・マン24時間レースに参戦した。

## 参戦実績

### ル・マン24時間レース
- 2008年 
  - チーム：TOKAI UNIV.／YGK Power
  - マシン：クラージュ・オレカ YGK
  - ドライバー：鈴木利男/影山正美/黒澤治樹
  - 予選：38位（3分53秒143）
  - 決勝：リタイア（185周）